# 坂部広勝
坂部 広勝（さかべ ひろかつ）は、安土桃山時代から江戸時代初期の武将、旗本。

## 生涯

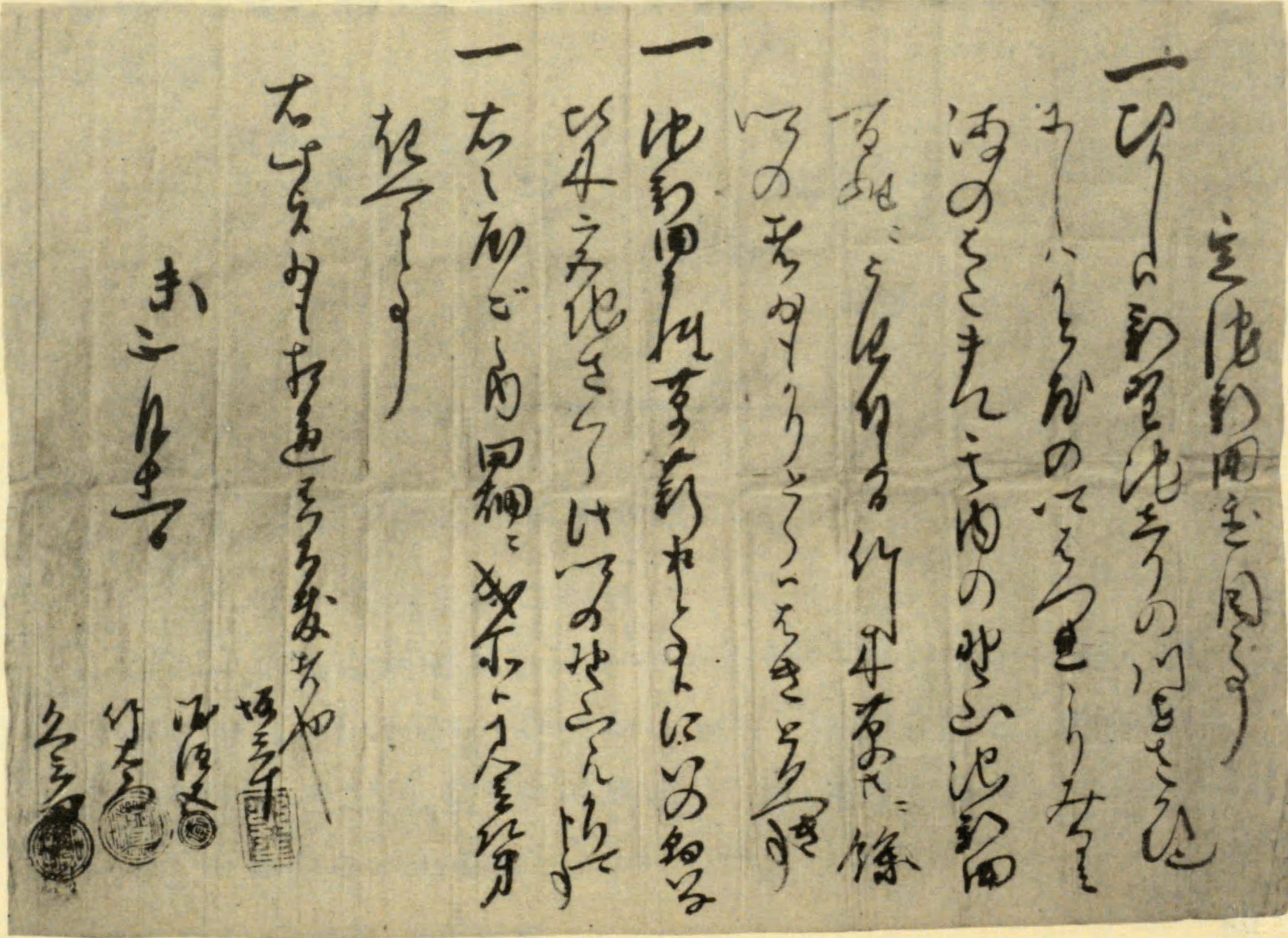
遠江国城飼郡新野池新田に対する掟書（『久世廣宣外三名連署掟』慶長12年1月11日、個人蔵）。渥美勝吉、竹田右衛門、久世広宣と連署しており、「坂三十」と記され黒印が押されている

天正3年（1575年）徳川家康に出仕し、大須賀康高の配下に属す。同年の長篠の戦いでは久世広宣、杉浦勝吉と共に戦い軍功があった。以後は横須賀衆に列し、高天神城の攻囲に参加してしばしば敵将の首を挙げる武功を立てている（高天神城の戦い）。天正10年（1582年）天正壬午の乱に際しては先鋒隊に加わって北条氏直軍と対峙し、その撤退戦では殿軍を務めて活躍。その後の対陣においても康高に従って活躍した。天正12年（1584年）小牧・長久手の戦いでは敵兵の首1を得る。蟹江城合戦、一宮城の戦いにも従軍した。天正18年（1590年）小田原征伐にも従軍し、戦後は上総望陀郡横田に300石を与えられた。
康高没後は引き続き後継の大須賀忠政に従い、慶長5年（1600年）関ヶ原の戦いでは久世広宣と共に本隊の後備えを務めた。なお忠政は慶長12年（1607年）に没し、子の忠次が幼くして家督を継承している。一説には慶長13年（1608年）久世広宣と共に大須賀家を退いたともいう。忠次が家康の命により榊原家を相続することになった際、旧大須賀家臣は一部は徳川直参に、または他家へ仕官、さらに家康の命により紀州徳川家に多く仕官するなどした。慶長19年（1614年）大坂冬の陣では徳川秀忠麾下として参陣し、鴫野の戦いでは敵陣の柵を破却する策を披露してこれを成功させている。慶長20年（1615年）大坂夏の陣では、広宣や本多正貫と共に前線に布陣する藤堂高虎・井伊直孝への使者を務めた（八尾・若江の戦い）。また天王寺・岡山の戦いに際しても広宣と共に使者を務めている。戦後、下総海上郡・香取郡・結城郡・下野芳賀郡に5000石を領し、足軽50人を預けられた。
元和5年（1619年）福島正則が改易となった時、争乱を危惧した在京の秀忠の命で広宣とともに江戸に帰り、会津藩・館林藩・磐城平藩・山形藩兵の緊急時の指揮権を与えられ、また牧野忠成と花房正成に正則への通告を指示している。同年、与力分として上総大多喜に2000石を賜った。1622年、没。

## 後継と横須賀衆
跡を継ぐ男子がいなかったため、広宣の次男勝宣を養子に迎えていたが、勝宣15歳で参戦した大坂夏の陣の際、実兄の久世広当の活躍に対抗して奮戦した結果、戦死した。このため義理の孫（渥美勝吉の子で娘婿渥美正勝の子）にあたる広利を養子に迎えて家督5千石を相続させた。広利はさらに自身の養子として実弟の広通を渥美家から迎え、これに300俵を分けて分家させている。坂部・久世・渥美の三家は皆、かつて横須賀衆として大須賀氏の配下にあった家である。天正6年（1578年）8月に徳川勢が高天神城下にて武田氏と戦った際、一番槍久世三四郎（久世広宣）、二番槍渥美源五郎（勝吉。娘婿正勝の父で「首獲り源五」の異名を持つ）、一番首坂部三十郎（広勝）という働きがあったと伝わる。娘の嫁ぎ先である清水広吉は、横須賀時代からの大須賀家の家臣で、大須賀忠次が榊原氏を継いだ際、主と共に榊原家に移った。